# Эвинос (водохранилище)
Э́винос (греч. Λίμνη Εύηνου) — техническое водохранилище в Греции, на реке Эвинос (бассейн Ионического моря) в общине Нафпактия в периферийной единице Этолия и Акарнания в периферии Западная Греция. Водохранилища Эвинос и Морнос с системой каналов и туннелей являются основными источниками водоснабжения района Больших Афин. Земляная плотина построена у села Айос-Димитриос. Туннель соединяет водохранилища Эвинос и Морнос. Строительство земляной плотины начато в 1992 году и завершено в июне 2001 года. Заполнение водохранилища завершено в октябре 2002 года. Через туннель вода из водохранилища Эвинос транспортируется и направляется в водохранилище Морнос, чтобы увеличить его запасы. Эксплуатация туннеля осуществляется под напором с объёмным расходом воды 27 м³/с. Туннель имеет общую длину 29 393 м и внутренний диаметр 3,5 м. Строительство туннеля началось в 1992 году и было завершено за 2 года. Плотина состоит из непроницаемого глиняного ядра. Высота плотины 107 м, ширина у основания 610 м. Высота гребня — 519 м над уровнем моря. Объём плотины 14 млн м³. Длина гребня — 640 м. Площадь водохранилища 3,6 км². Полезный объём 113 млн м³.